# Diocesi di Pemaneno
La diocesi di Pemaneno (in latino Dioecesis Poemanena) è una sede soppressa del patriarcato di Costantinopoli e sede titolare della Chiesa cattolica.

## Storia
Pemaneno, identificabile con Eksi Manyas nell'odierna Turchia, è un'antica sede episcopale della provincia romana dell'Ellesponto nella diocesi civile di Asia. Faceva parte del patriarcato di Costantinopoli ed era suffraganea dell'arcidiocesi di Cizico.
La diocesi è documentata nelle Notitiae Episcopatuum del patriarcato di Costantinopoli fino al XII secolo.
Sono diversi i vescovi documentati di questa diocesi nel primo millennio cristiano. Stefano fu tra i padri del concilio di Calcedonia nel 451. Giovanni sottoscrisse nel 458 la lettera dei vescovi dell'Ellesponto all'imperatore Leone dopo la morte di Proterio di Alessandria. Mercurio partecipò al terzo concilio di Costantinopoli nel 680. Leonzio assistette al secondo concilio di Nicea nel 787. Niceforo partecipò al concilio di Costantinopoli dell'879-880 che riabilitò il patriarca Fozio di Costantinopoli. La sigillografia infine ha restituito il nome del vescovo Fileto, vissuto all'incirca nell'XI secolo.
Dal 1933 Pemaneno è annoverata tra sedi vescovili titolari della Chiesa cattolica; il titolo finora non è stato assegnato.

## Cronotassi dei vescovi greci
- Stefano † (menzionato nel 451)
- Giovanni † (menzionato nel 458)
- Mercurio † (menzionato nel 680)
- Leonzio † (menzionato nel 787)
- Niceforo † (menzionato nell'879)
- Fileto † (circa XI secolo)